# Movimiento Libertad (Eslovenia)
El Movimiento Libertad anteriormente conocido como Partido Acciones Verdes es un partido político verde esloveno. Su congreso fundacional tuvo lugar el sábado 8 de mayo de 2021. Fue fundado por Jure Leben, y su establecimiento fue anunciado en enero del mismo año en el programa Studio City. El partido busca un equilibrio entre el progreso industrial y la preservación del medio ambiente a través de medidas ambientales. En las elecciones parlamentarias de Eslovenia de 2022,  su primera elección nacional, se convirtió en el partido más votado y con mayor número de escaños del país.
Jure Leben fue elegido primer presidente y Gregor Erbežnik se convirtió en vicepresidente. La dirección eligió a 119 delegados.

## Objetivos
Los valores fundamentales del partido son la democracia, la tolerancia y el respeto. En su discurso introductorio, Jure Leben también mencionó el cierre de Kemis, Eternit, Termite, Ekosistem, la regulación del agua potable en Anhovo, el cierre de la mina de carbón de Velenje, la protección de los bosques y el patrimonio ecológico. El partido también aboga por introducir un impuesto sobre las bebidas azucaradas y los plásticos no reciclados, al tiempo que promovería formas sostenibles de transporte, descentralización y descarbonización de Eslovenia. Según Leben, Eslovenia debería poder clasificarse entre los 20 países más competitivos del mundo según los criterios del Foro Económico Mundial.
Como medidas sociales, el partido señala la sanidad pública y el aumento del número de empleados, la reforma del sistema educativo y la digitalización de las escuelas.

## Resultados electorales
| Año  | Votos        | %     | Resultado | Estatus   |
| ---- | ------------ | ----- | --------- | --------- |
| 2022 | 405,903 (#1) | 34.56 | 41/90     | Coalición |

| Año  | Candidato     | Votos   | %     | Votos | % | Resultado |
| ---- | ------------- | ------- | ----- | ----- | - | --------- |
| 2022 | Milan Brgleza | 134.726 | 15,45 |       |   | No electo |

a Candidatura conjunta con Socialdemócratas (Eslovenia)
| Año  | Votos        | %     | Resultado |
| ---- | ------------ | ----- | --------- |
| 2024 | 149.200 (#2) | 22,13 | 2/9       |